# 冯煦初
冯煦初（1943年12月—），湖北黄陂人；同济大学工程测量专业毕业，中国共产党党员，工程师。曾任西安市市长，陕西省投资集团公司董事长等职。
冯煦初曾历任中共商洛地委书记，中共陕西省委组织部副部长，中共西安市委副书记等职。1995年1月，他接替崔林涛出任西安市代市长；同年3月，正式当选西安市市长；2002年2月6日辞职。不久，冯煦初出任了陕西省投资集团公司董事长的职务；直到2008年6月24日。